# Новый мир
«Новый мир» — один из старейших в современной России ежемесячных литературно-художественных журналов. Издаётся в Москве с 1925 года. С 1947 по 1991 год — орган Союза писателей СССР, с 1991 года — частное издание. Главный редактор журнала c 1998 года — Андрей Василевский.

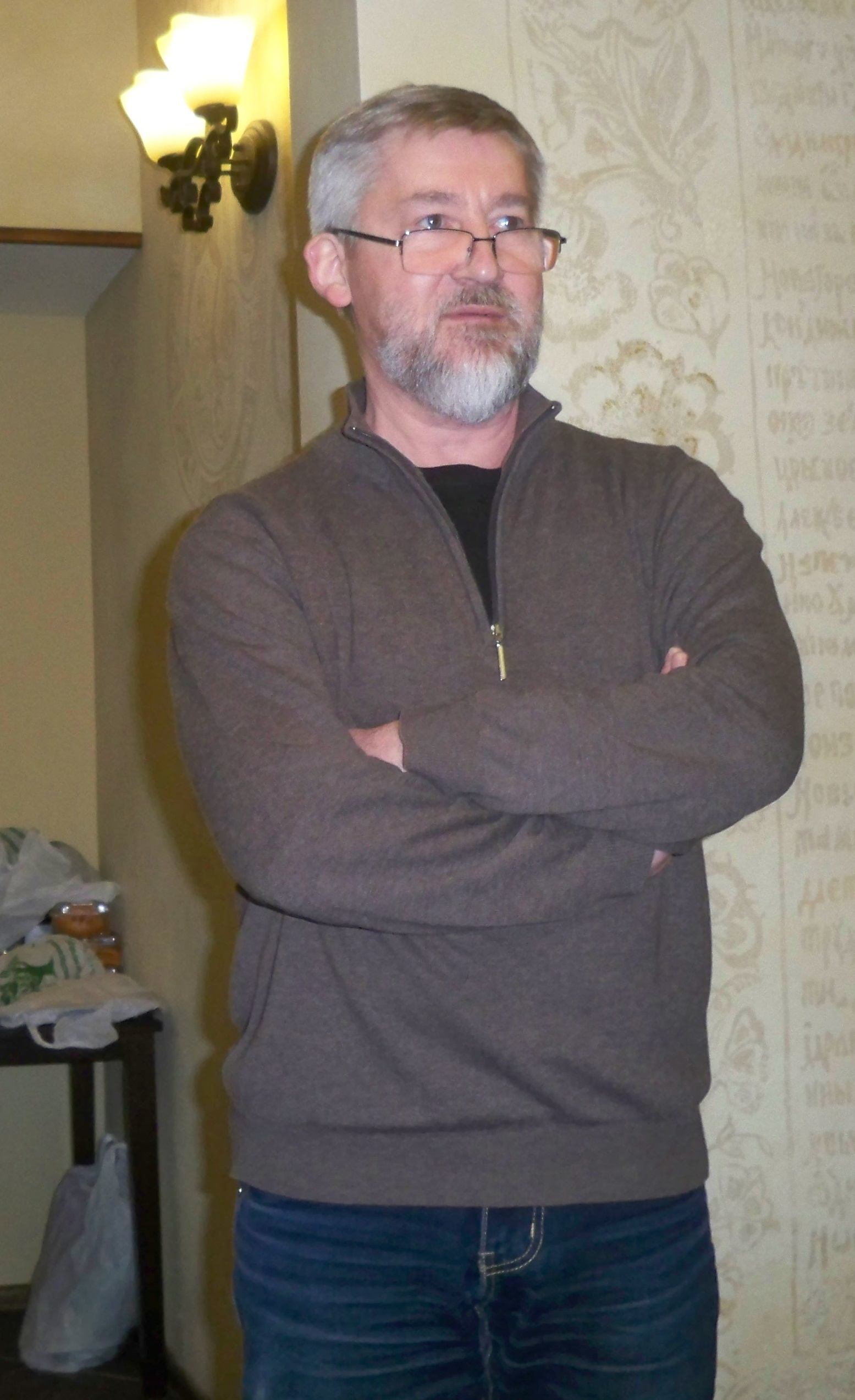
Андрей Василевский — главный редактор журнала «Новый мир»

## История и современность
Журнал был основан в 1925 году на базе издательства «Известия» по предложению редактора газеты «Известия» Ю. М. Стеклова. Первый год редактировался и управлялся А. В. Луначарским (член редколлегии до 1931 года) и Ю. М. Стекловым, затем — И. И. Скворцовым-Степановым; ответственным секретарём был писатель Ф. В. Гладков. С 1926 года руководство было поручено В. Полонскому. В 1947—1964 годах редакция журнала располагалась на улице Чехова, дом 1/7.
С 1947 по 1991 год — орган Союза писателей СССР. За заслуги в развитии советской литературы награждён в 1975 году орденом Трудового Красного Знамени.
Вершиной общественного значения журнала были 1960-е годы; так, И. Будрайтскис характеризует журнал "главным идейным флагманом «оттепели»". Идеологической основой журнала в тот период были ценности либерализма и демократического социализма.
9 февраля 1970 года постановлением Союза писателей СССР было сменено семь из тринадцати членов редколлегии журнала, в том числе главный редактор Александр Твардовский, на место которого был назначен Валерий Косолапов.
Во времена Перестройки (конец 1980-х годов) тираж журнала, благодаря публикациям в нём ранее запрещённых произведений («Пролетая над гнездом кукушки» Кена Кизи, «Доктор Живаго» Бориса Пастернака, «Котлован» Андрея Платонова, «1984» Джорджа Оруэлла, но особенно — произведений Александра Солженицына «Архипелаг ГУЛАГ», «В круге первом», «Раковый корпус»), вырос до фантастических цифр — тираж первого номера за 1990 год, например, равнялся 2 660 000 экземпляров. Первые официально разрешённые в СССР публикации этих ранее запрещённых авторов и произведений до сих пор пользуются крайне высоким спросом у российских и иностранных коллекционеров. Так, на чёрном рынке США и стран Западной Европы цена экземпляра подобного произведения может достигать 500 долларов.
Нынешний учредитель и издатель — редакция журнала «Новый мир» (генеральный директор — Андрей Василевский). Объём журнала — 240—256 полос.
В настоящее время «Новый мир» имеет либеральную направленность, является одним из ведущих русских «толстых» литературных журналов. Однако авторы получают символические гонорары (по информации 2011 года — около 2500 руб. за текст объёмом 40 000 печатных знаков).

## Тираж
- 1925, № 1 — 15 000 экз.[9]
- 1925, № 3 — 25 000 экз.[10]
- 1927, № 1 — 6500 экз.[11]
- 1928, № 1 — 25 000 экз.[12]
- 1929, № 1 — 21 000 экз.[13]
- 1934 — № 1 — 40 000 экз.[14]
- 1940 — 80 000 экз.[источник не указан 3723 дня]
- 1943 — 30 000 экз.[источник не указан 3723 дня]
- 1945 — № 5—6 — 31 000 экз.[15]
- 1951, № 1–12 — 104 000 экз.[16]
- 1952, № 1–12 — 130 000 экз.
- 1954, № 1–12 — 140 000 экз.
- 1958 — 140 000 экз.[источник не указан 3723 дня]
- 1960, № 12 — 90 200 экз.[источник не указан 2973 дня]
- 1961, № 12 — 87 600 экз.[источник не указан 2973 дня]
- 1962, № 11 — 96 900 экз.[17]
- 1963, № 12 — 113 000 экз.[источник не указан 2973 дня]
- 1964, № 12 — 113 000 экз.[источник не указан 2973 дня]
- 1965, № 12 — 127 900 экз.[источник не указан 2973 дня]
- 1975 — 172 000 экз.[источник не указан 3723 дня]
- 1987 — 490 000 экз.[источник не указан 3723 дня]
- 1988, № 1 — 1 150 000 экз.[источник не указан 2973 дня]
- 1989, № 4 — 1 573 000 экз.[18]
- 1990, № 4 — 2 710 000 экз.[19]
- 1991, № 6 — 957 000 экз.[20]
- 1992, № 2 — 250 000 экз.[21]
- 1993 — 53 000 экз.[источник не указан 3723 дня]
- 1994 — 29 100 экз.[источник не указан 3723 дня]
- 2003 — 9600 экз.[источник не указан 3723 дня]
- 2008, № 12 — 7000 экз.[22]
- 2010 — 4800 экз.[23]
- апрель 2011 — 5 500 экз.[8]
- 2014 — 4000 экз.[24]
- 2015 — 3000 экз.[25]
- 2016 — 2500 экз.[26]
- 2017 — 2300 экз.[27]
- 2018 — 2200 экз.[28]
- 2021 — 2000 экз.[29]

## Главные редакторы
- Анатолий Луначарский и Юрий Стеклов (1925).
- Иван Скворцов-Степанов (1925—1926).
- Вячеслав Полонский (1926—1931).
- Иван Гронский (1931—1937; отстранён и арестован за поддержку Бориса Пильняка в журнале[источник не указан 2922 дня]).
- Владимир Ставский (1937—1941).
- Владимир Щербина (1941—1946).
- Константин Симонов (1946[30]—1950).
- Александр Твардовский (1950—1954; постановлением ЦК КПСС был снят с поста главного редактора журнала «Новый мир» за публикацию в «Новом мире» публицистических статей В. Померанцева, Ф. Абрамова, М. Лифшица, М. Щеглова[источник не указан 2922 дня]).
- Константин Симонов (1954—1958).
- Александр Твардовский (1958—1970).
- Валерий Косолапов (1970—1974).
- Сергей Наровчатов (1974—1981).
- Владимир Карпов (1981—1986).
- Сергей Залыгин (1986—1998).
- Андрей Василевский (c 1998).

## Редакция
На протяжении многих лет редакция журнала располагалась в Москве по адресу: Малый Путинковский переулок, дом 1/2. 21 июля 2025 года редакция переехала в Доходный дом Клингсланда по адресу: Большой Козихинский переулок, дом 10, строение 2/1.
На 2025 год, помимо главного редактора А. Василевского, в состав редколлегии входят Михаил Бутов, Павел Крючков, Марианна Ионова, Ольга Новикова, Владимир Губайловский.

## Авторы
В числе авторов «Нового мира» в разные годы были известные писатели, поэты, философы: Виктор Некрасов, Владимир Богомолов, Владимир Дудинцев, Илья Эренбург, Василий Шукшин, Юрий Домбровский, Виталий Сёмин, Андрей Битов, Анатолий Ким, Георгий Владимов, Михаил Шолохов, Владимир Лакшин, Константин Воробьёв, Евгений Носов, Василий Гроссман, Владимир Войнович, Чингиз Айтматов, Василь Быков, Григорий Померанц, Виктор Астафьев, Сергей Залыгин, Иосиф Бродский, Александр Кушнер, Владимир Маканин, Руслан Киреев, Людмила Петрушевская, Ирина Полянская, Андрей Волос, Дмитрий Быков, Виктор Ремизов, Роман Сенчин, Захар Прилепин, Александр Карасёв, Олег Ермаков, Сергей Шаргунов и другие.
В журнале дебютировал с повестью (рассказом) «Один день Ивана Денисовича» Александр Солженицын (1962, № 11).

## Премии «Нового мира»
Редакция журнала ежегодно вручает поэтическую премию «Anthologia», учреждённую в феврале 2004 года в виде почётных дипломов. В 2000—2011 гг. «Новый мир» присуждал премию за рассказ, подробнее см.: Премия имени Юрия Казакова.